# Kostel svatého Petra a Pavla (Milonice)
Kostel svatého Petra a Pavla je římskokatolický chrám v Milonicích v okrese Vyškov. Jde o farní kostel římskokatolické farnosti Milonice. Je chráněn jako kulturní památka České republiky.

## Historie
První písemná zmínka o obci pochází z roku 1349. Doba vzniku kostela v obci nebyla přesně zjištěna. Zmínka o faře se však objevuje již v roce 1397, v 16. století přešla pod majetek podobojí. K obnovení katolické farnosti došlo v roce 1654. V letech 1805–1807, za panování knížete Jana I. Josefa z Lichtenštejna byl ve vsi náhradou za starý kostel postaven nový, zasvěcený sv. Petru a Pavlovi. 

### Program záchrany architektonického dědictví
V rámci Programu záchrany architektonického dědictví bylo v letech 1995-2014 na opravu památky čerpáno 4 100 000 Kč.
| rok    | 1996  | 1997  | 1998  |
| ------ | ----- | ----- | ----- |
| částka | 1 900 | 1 100 | 1 100 |